# Albert Mächler (Politiker)
Albert Mächler (* 2. April 1868 in Rapperswil; † 9. Dezember 1937 in St. Gallen; heimatberechtigt in Rapperswil) war ein Schweizer Politiker (liberal).

## Leben
Der Sohn von Franz Josef Mächler, Hoteliers und Grossrats, besuchte das Gymnasium Einsiedeln und die Kantonsschule St. Gallen. Danach studierte er Rechtswissenschaften in Zürich, Berlin, Leipzig, Montpellier, Lausanne und Bern, wo er 1892 mit einer Arbeit über «Das Begräbniswesen nach schweiz. Bundesrecht» zum Dr. iur. promovierte. Er war von 1892 bis 1902 als Anwalt und von 1897 bis 1902 auch als Stadtammann von Rapperswil tätig. In der Schweizer Armee hatte der Rang eines Obersts.
Im Jahr 1902 wurde Mächler zum Regierungsrat im Kanton St. Gallen gewählt. Dabei war er von 1902 bis 1930 Vorsteher des Polizei- und Militärdepartements, von 1930 bis 1936 des Erziehungs- und Militärdepartement und war fünf Mal Landammann. Bei der Schweizer Parlamentswahlen 1905 wurde er für die liberale Partei in den Nationalrat gewählt, dem er bis 1934 angehörte und er diesen 1924/1925 präsidierte. Im Nationalrat war er von 1907 bis 1919 Mitglied des radikal-demokratischen Fraktionsvorstands und der Geschäftsleitung der FDP. Zudem hat er von 1905 bis 1916 das Amt des Kantonalpräsidenten der der freisinnig-demokratischen Partei St. Gallen inne.
Zu Mächlers politischen Themen gehörte unter anderem die Sozialgesetzgebung auf kantonaler und nationaler Ebene; so gründete er ein kantonaler Sozialversicherungsfonds, dessen Zinsen der «Stiftung für das Alter» zugutekamen, und war ein Vorkämpfer der AHV. Kantonal und kommunal setzte er sich u. a. für die Linthkorrektion ein.